# George Woods
George Woods, född 11 februari 1943 i Sikeston, Missouri, död 30 augusti 2022 i Edwardsville, Illinois, var en amerikansk friidrottare inom kulstötning.
Han tog OS-silver i kulstötning vid friidrottstävlingarna 1972 i München.